# Ángel Matos
Ángel Valodia Matos (Holguín, 24 dicembre 1976) è un taekwondoka cubano.

## Carriera
Matos ha vinto la medaglia d'oro nel Taekwondo alle Olimpiadi di Sydney del 2000 e ai Giochi Panamericani del 2007.

## La squalifica a vita
Matos fu coinvolto in un episodio controverso durante le Olimpiadi di Pechino 2008, dove venne squalificato a vita dal Taekwondo per aver attaccato gli arbitri a seguito dell'eliminazione nella finale per il terzo posto.
Questi i fatti: il 23 agosto era in corso la finale per il bronzo tra Matos ed il kazako Arman Chilmanov. A poco dal termine, mentre era in vantaggio per 3-2, il cubano è costretto a fermarsi per una frattura a un dito del piede e gli viene concesso, da regolamento, un minuto di pausa per venire medicato dalla sua équipe. Al termine del minuto, il giudice svedese Chakir Chelbat decide di squalificarlo e ad assegnare la vittoria a tavolino a Chilmanov, che vince quindi la medaglia di bronzo.
Matos, sentendosi vittima di una ingiustizia, protesta vivacemente assieme al suo allenatore con la giuria e con l'arbitro svedese. Infine l'atleta frustrato attacca il giudice Chelbat con un calcio al volto, rompendogli il labbro. Il resto della giuria olimpica interviene ma Angel spinge fisicamente un altro membro ufficiale della giuria. Poco dopo la federazione mondiale del Taekwondo bolla l'episodio come "una grave violenza dello spirito dell'arte marziale dei giochi olimpici" e Matos, così come il suo coach, vengono squalificati a vita.